# Dan al III-lea
Dan cel Tânăr (executat în aprilie 1460) a fost un pretendent la tronul Țării Românești între anii 1456-1460. El a fost fiul lui Dan al II-lea al Țării Românești care a murit în lupta pentru tron în 1431. După ce fratele său, Vladislav al II-lea al Țării Românești, a fost ucis de vărul lor, Vlad Țepeș, în 1456, Dan s-a stabilit în Brașov. În afară de Dan, Vlad Călugărul (fiul lui Vlad Dracul), precum și Basarab Laiotă (frate al lui Dan), au revendicat Țara Românească împotriva lui Vlad Țepeș. Dan a încercat să profite de Țara Românească, cu sprijinul boierilor din oraș, dar a fost învins și capturat într-o bătălie în apropiere de Rucăr. A fost nevoit să-și sape propriul mormânt înainte de a fi decapitat.

## Viața timpurie
Dan al III-lea a fost fratele lui Vladislav al II-lea al Țării Românești, fiul lui Dan al II-lea. Dan al II-lea a murit luptând pentru Țara Românească împotriva vărului său, Alexandru I Aldea, în 1431. Vladislav al II-lea a luat Valahia de la Alexandru Aldea, fratele lui Vlad al II-lea „Dracul”, cu sprijinul lui Ioan de Hunedoara, Guvernator al Ungariei, la sfârșitul anului 1447. După ce Vladislav al II-lea s-a supus sultanului otoman Mahomed al II-lea, Ioan de Hunedoara l-a sprijinit pe Vlad Țepeș, fiul lui Vlad Dracul, să invadeze Țara Românească și să-și recupereze tronul după 15 aprilie 1456. Vladislav al II-lea a fost capturat și decapitat în timpul invaziei.

## Pretendent
Dan s-a stabilit în Șcheii (în afara zidurilor orașului fortificat Brașov) în Transilvania. Boierii din Țara Românească și Făgăraș i s-a alăturat. Pe 16 decembrie 1456, Ioan de Hunedoara, fiul lui, Ladislau de Hunedoara, a ordonat Sașilor din Brașov și Țara Bârsei să îl sprijine pe Dan împotriva lui Vlad Dracula, care a "provocat multe neplăceri și pagube", în Transilvania, dar Dan nu a putut să îl urmărească pe Vlad în Țara Românească. Boierii sași din Sibiu l-au sprijinit pe fratele vitreg al lui Vlad Dracula, Vlad Călugărul, să cucerească Amlașul (care a fost în mod tradițional al domnitorilor Țării Românești, deși locația era în Transilvania) înainte de 14 martie 1457.
Ladislau al V-lea al Ungariei l-a executat pe Ladislau de Hunedoara în 16 Martie. Unchiul său din partea mamei, Mihail Szilágyi, s-a ridicat împotriva regelui, dar Sașii Transilvăneni au rămas credincioși monarhului. profitând de situație, Vlad Dracula a jefuit Țara Bârsei în 1457. Solii lui Vlad au fost prezenți la negocieri între Szilágyi și Sași. Szilágyi și Sașii au semnat un tratat de pace pe 23 sau 24 noiembrie 1457, care i-a obligat pe boierii din Brașov să îl expulzeze pe Dan din oraș.
Relația dintre Vlad Dracula și Sași a devenit din nou tensionată, pentru că Vlad i-a prins și tras în țeapă pe "toți negustorii din Brașov și Țara Bârsei" care s-au stabilit în Țara Românească. Dan a revenit la Brașov, cu sprijinul lui Matei Corvin, noul rege al Ungariei, la începutul anului 1459. Pe 5 aprilie, Dan a  autorizat ca oficialii din Brașov să confiște averea comercianților Valahi care au fugit din oraș din cauza conflictului în curs de dezvoltare. După ce Vlad Dracul a pătruns în Țara Bârsei, jefuind regiunea în luna august sau septembrie, Dan l-a acuzat de colaborare cu Imperiul Otoman.

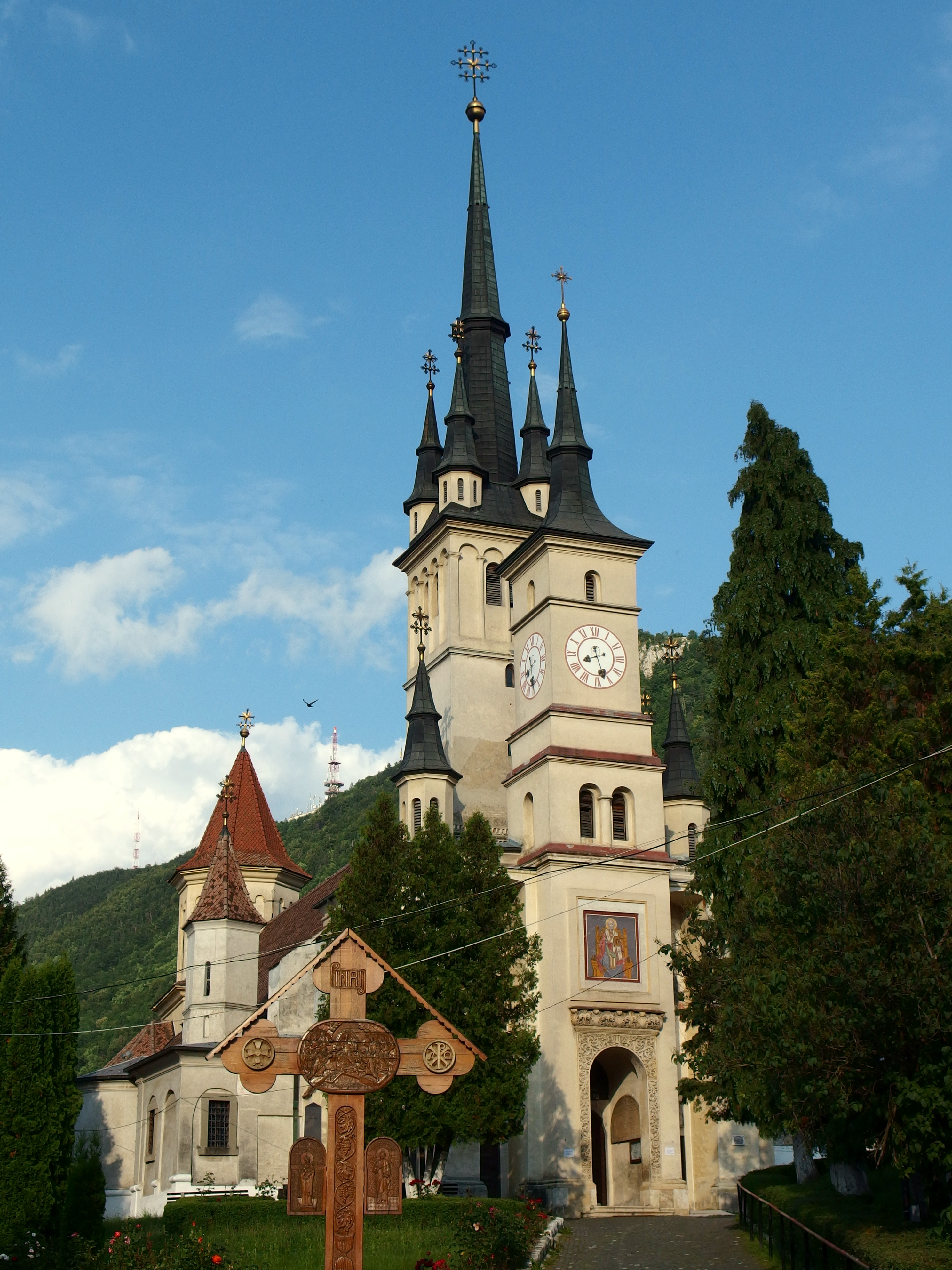
Biserica Sfântul Nicolae din Șcheii în Brașov

Un al treilea pretendent la tronul Valah, Basarab Laiotă, s-a stabilit în Sighișoara.  S-a oferit să lupte pentru Sașii din Brașov împotriva lui Vlad Dracula cu o trupă de 500 de oșteni, dacă va beneficia de sprijin financiar la începutul anului 1460. Dan a decis să invadeze Țara Românească și a autorizat ca boierii din Brașov să păstreze bunurile pe care le-au confiscat de la negustorii Valahi în schimbul sprijinului lor pentru el, la 2 martie 1460. A intrat în posesia domeniilor de Făgăraș și Almaș (feudă Transilvăneană a voievozilor din Țara Românească), și i-a închis sau ucis pe susținătorii locali ai lui Vlad Dracula.
El a intrat în Țara Românească în luna aprilie, dar a fost învins și capturat într-o bătălie în apropiere de Rucăr. Vlad Dracula l-a obligat pe Dan să își "sape propriul mormânt", să-și ascute slujba bisericească de prohod, înainte de decapitare. Susținătorii lui Dan au fost trași în țeapă. După ce a fost informat de moartea lui Dan, burghezia din Brașov a trimis o ambasadă la Vlad, dar el a închis proprii reprezentanți și din nou a jefuit pământurile de lângă oraș. Istoricii Radu Florescu și Raymont T. McNally spun că Biserica Sfântul Nicolae de la Târgșor a fost construită în timpul domniei lui Vlad Dracula, care a vrut să ispășească pentru uciderea lui Vladislav al II-lea și Dan. Kurt W. Treptow scrie că biserica ar putea fi mai degrabă construită pentru a sărbători victoria lui Vlad asupra lui Vladislav și Dan.

## Familie
Dan avea doi fii, Albert și Petru. Numele lui Albert sugerează că mama sa (soția lui Dan) era o femeie romano-catolică, potrivit istoricului român Nicolae Iorga. Cei doi fii s-au stabilit în Transilvania după moartea lui Dan.